# División de Honor Plata de balonmano 2019-20
La División de Honor Plata de balonmano 2019-20 es la 26ª edición de la División de Honor Plata de balonmano, la segunda división del balonmano español.

## Clubes
- ARS Palma del Río
- BM Ciudad de Málaga
- Amenábar Zarautz
- BM Alarcos
- Club Balonmano Alcobendas
- BM Cisne de Pontevedra
- BM Antequera
- BM Villa de Aranda
- Acanor Atlético Novás
- MMT Seguros Zamora
- BM Torrelavega
- Cajasur CBM
- Condes de Albarei Teucro
- FC Barcelona B
- CB Bordils
- UE Sarrià

## Clasificación
|                                                                     |                                         | Últimos | Puntos | J  | G  | E | P  | GF  | GC  | DIF  |
| ------------------------------------------------------------------- | --------------------------------------- | ------- | ------ | -- | -- | - | -- | --- | --- | ---- |
| 1                                                                   | BM Cisne                                | -----   | 33     | 20 | 16 | 1 | 3  | 557 | 496 | 61   |
| 2                                                                   | Blasgon y Bodegas Ceres Villa de Aranda | -----   | 30     | 21 | 14 | 2 | 5  | 551 | 499 | 52   |
| 3                                                                   | Ford Alisauto Torrelavega               | -----   | 29     | 21 | 14 | 1 | 6  | 597 | 531 | 66   |
| 4                                                                   | Conservas Alsur Antequera               | -----   | 29     | 21 | 13 | 3 | 5  | 538 | 479 | 59   |
| 5                                                                   | BM Alcobendas                           | -----   | 24     | 20 | 10 | 4 | 6  | 546 | 529 | 17   |
| 6                                                                   | Acanor Atlético Novás                   | -----   | 23     | 21 | 10 | 3 | 8  | 542 | 508 | 34   |
| 7                                                                   | Barça B                                 | -----   | 21     | 20 | 10 | 1 | 9  | 626 | 594 | 32   |
| 8                                                                   | Vestas Balonmano Alarcos Ciudad Real    | -----   | 21     | 21 | 9  | 3 | 9  | 545 | 547 | -2   |
| 9                                                                   | Unió Esportiva Sarrià                   | -----   | 19     | 21 | 7  | 5 | 9  | 538 | 559 | -21  |
| 10                                                                  | BM Zamora Rutas del Vino                | -----   | 19     | 21 | 8  | 3 | 10 | 539 | 559 | -20  |
| 11                                                                  | Cajasur CBM                             | -----   | 19     | 21 | 8  | 3 | 10 | 533 | 552 | -19  |
| 12                                                                  | Club Handbol Bordils                    | -----   | 18     | 21 | 8  | 2 | 11 | 571 | 582 | -11  |
| 13                                                                  | Condes de Albarei Teucro                | -----   | 18     | 21 | 8  | 2 | 11 | 547 | 562 | -15  |
| 14                                                                  | Trops Málaga                            | -----   | 16     | 20 | 8  | 0 | 12 | 513 | 549 | -36  |
| 15                                                                  | Amenabar Zarautz Z. K. E.               | -----   | 9      | 21 | 3  | 3 | 15 | 508 | 570 | -62  |
| 16                                                                  | ARS Palma del Río                       | -----   | 4      | 21 | 2  | 0 | 19 | 490 | 625 | -135 |
| Fuente: Federación Española de Balonmano (actualización automática) |                                         |         |        |    |    |   |    |     |     |      |